# الهيئة الطبية الدولية
(International Medical Corps (I M C(أي أم سي) الهيئة الطبية الدولية هي منظمة إنسانية غير ربحية عالمية متخصصة بإنقاذ الأرواح وتخفيف المعاناة من خلال التدريب والرعاية الصحية وبرامج الإغاثة والتنمية. أنشئت في عام 1984 من قبل الأطباء والممرضين المتطوعين، الهيئة الطبية الدولية هي منظمة تطوعية، غير سياسية، غير طائفية كما أنها منظمة خاصة. وتتمثل مهمتها في تحسين نوعية الحياة من خلال التداخلات الصحية والأنشطة ذات الصلة التي تبني القدرات المحلية في المجتمعات المحرومة في جميع أنحاء العالم. ومنذ تأسيسها، قدمت الهيئة الطبية الدولية ما قيمته 1.4 بليون دولار من المساعدات للملايين من الناس في 70 بلدا حول العالم.
من الزلزال في هايتي و تسونامي جنوب شرق آسيا إلى دارفور وإعصار كاترينا، استجابت الهيئة الطبية الدولية إلى ما يقرب من كل طارئ كبير في العقدين الماضيين حول العالم. اليوم، الهيئة الطبية الدولية تعمل في حوالي 30 بلدا في أفريقيا وآسيا، والشرق الأوسط، بما في ذلك هايتي و أفغانستان وباكستان واليابان والعراق والسودان (دارفور) و الصومال، و جمهورية الكونغو الديمقراطية.

## المهمة والمنهج
تأسست الهيئة في عام 1984 من قبل الأطباء والممرضين المتطوعين، الهيئة الطبية الدولية منظمة تطوعية، غير سياسية، غير طائفية خاصة تعمل على تحسين نوعية الحياة من خلال التداخلات الصحية والأنشطة ذات الصلة التي تبني القدرات المحلية في ظل خدمة المجتمعات في جميع أنحاء العالم.
تقدم الهيئة الطبية الدولية الإغاثة المنقذة للحياة مع بناء الاعتماد على الذات من خلال برامج تركز على التعليم والتدريب. يتم تجنيد ما يقرب من 96٪ من الموظفين والمهنيين الصحيين الميدانين من كوادرها من المجتمعات المحلية، مما يساعد على ضمان بقاء المهارات داخل المنطقة بعد فترة طويلة من نهاية البرامج.
التركيز على بناء القدرات من خلال التعليم والتدريب أمر أساسي لجميع برامج الهيئة الطبية الدولية. وتشمل أولويات البرنامج المركزي: الاستجابة للطوارئ؛ بناء القدرات الصحية؛ صحة المرأة وصحة الطفل ورفاههم. الصحة العقلية؛ والمياه النظيفة، والصرف الصحي، والنظافة العامة. بالإضافة إلى هذه الأولويات، تدير الهيئة الطبية الدولية أيضا برامج خدمات التغذية، ودعم سبل العيش الاقتصادية والزراعية، والوقاية، والفحوص الطبية، ورعاية الأمراض المعدية مثل فيروس نقص المناعة البشرية / الإيدز والسل والملاريا.
الهيئة الطبية الدولية أيضا عضو مؤسس في حملة ون وجزء من مبادرة كلينتون العالمية تسعة وثمانون سنتا من كل دولار يذهب مباشرة إلى برامجها الميدانية - واحدة من أعلى مستويات الكفاءة لجمع التبرعات في هذا المجال - كما أن الهيئة الطبية الدولية لديها تقييم A + للجمعيات الخيرية من قبل المعهد الأمريكي للأعمال الخيرية و BBB كجمعية خيرية معتمدة.
في عام 2002 تأسست الهيئة الطبية الدولية في المملكة المتحدة لإنشاء الهيئة الطبية الدولية العالمية، وتهدف إلى تعظيم الموارد والخبرات المتاحة لموظفينا على الأرض. الهيئة الطبية الدولية في المملكة المتحدة مسؤولة عن إدارة برامج التمويل الأوروبية والتمويل من الأمم المتحدة وكذلك تقديم المشورة الفنية، والتوظيف، وزيادة الوعي، والمساهمة في تطوير السياسات في المملكة المتحدة و الأتحاد الأوروبي.

## التاريخ
تأسست الهيئة الطبية الدولية عن طريق الدكتور روبرت سيمون، وهو طبيب طوارئ شاب في مركز UCLA الطبي، الطبيب الشاب لم يقدر على السكوت وعدم فعل شيء بعد محنة الشعب الأفغاني نتيجة الغزو السوفيتي عام 1979 والاحتلال اللاحق. 200 طبيب من أصل 1500 طبيب في البلاد قد أعدموا أو سجنوا، أو وضعوا في المنفى، وكان السوفيت قد طردوا وكلات الإغاثة خارج البلاد، فتفاقم النقص في الأطباء.
بداء الدكتور سيمون برحلات إلى أفغانستان لتقديم المساعدة الطبية مباشرة إلى المدنيين، في نهاية المطاف باع منزله في ماليبو لتمويل عيادة في وادي نهر كونار . أخيرا، أستوعب أن بعض العيادات الجديدة لن تلبي احتياجات الرعاية الصحية الكبيرة للأفغان، قام سايمون بتأسيس المركز التدريبي الطبي الأفغاني بدوام كامل في منطقة قريبة - منطقة أمنة نسبيا - المقاطعة الحدودية الشمالية الغربية من باكستان.
في نهاية الدورة الأولى ذات التسعة أشهر، كان المتدربين الخريجين الأفغان من قبل الهيئة الطبية الدولية قادرين على تشخيص وعلاج 75-80 في المئة من الإصابات والأمراض التي واجهتهم في هذا المجال. بحلول عام 1990، كانت الهيئة الطبية الدولية قد خرجت أكثر من 200 مسعف الأمر الذي ساهم في رفد 57 عيادة و 10 مستشفيات في 18 محافظة في جميع أنحاء المناطق الريفية في أفغانستان.

## الاستجابة لحالات الطوارئ
زلزال هايتي: بعد 22 ساعة فقط من ضرب الزلزال، كانن الهيئة الطبية الدولية على الأرض في ميناء الأمير (اسم ميناء في هايتي) لتوفير الرعاية الطبية الطارئة. وهي لا تزال هناك تقدم الرعاية الطبية، وتدريب العاملين الصحيين المحليين وبناء القدرات لمساعدة الشعب الهايتي على العودة إلى الاعتماد على الذات.
زلزال اليابان وكانت الهيئة الطبية الدولية على الأرض خلال 48 ساعة من وقوع الزلزال والتسونامي الذي ضرب اليابان في مارس 2011، وقامت بدعم الشركاء المحليين لتقديم الخدمات الإنسانية الحرجة منذ ذلك الحين: زلزال اليابان وتسونامي. في حين أن اليابان لديها قدرة كبيرة لإدارة حالات الطوارئ، وحجم الكارثة - كان كبيرا بما يكفي لتبرير المساعدات الدولية - إلى جانب التهديد من التعرض للإشعاع. من بناء المرافق الصحية لدعم عمال الرعاية النهارية وتنفيذ برامج الحد من مخاطر الكوارث، الهيئة الطبية الدولية في شراكة مع المنظمات المحلية والوطنية لضمان تلبية احتياجات الإغاثة للأطفال اليابانيين والأسر وكبار السن وتقديم العلاج لهم .

## الإدارة
نانسي أوسي الرئيسة والمديرة التنفيذية للهيئة الطبية الدولية الحالية، أدارت المنظمة منذ عام 1986 وتشرف على الهيئة الطبية الدولية توسعت لتشمل 70 بلدا. قد خدمت السيدة أوسي كرئيسة لمجلس العمل المشترك، أكبر تحالف في أميركا للمنظمات الإغاثية الدولية، وعضو في مجلس العلاقات الخارجية. وفي عام 2006، أنتخبت جريدة لوس أنجلوس للأعمال السيدة أوسي كأفضل رئيسة تنفيذيية لشركة غير ربحية، وفي عام 2007، اعترفت الجمعية الأمريكية للكليات وجامعات الدولة بتفانيها لقضيتها بأعطائها جائزة الخريج المتميز. وشهدت أيضا لجنة العلاقات الخارجية في مجلس الشيوخ الأمريكي على منطقة الشرق الأوسط وجنوب آسيا على عودة وإعادة توطين اللاجئين العراقيين.
الدكتور روبرت سيمون، MD، جنبا إلى جنب مع مجموعة من الأطباء والممرضين المتطوعين الأمريكيين، أسسوا الهيئة الطبية الدولية في 1984. سايمون هو أستاذ في قسم طب الطوارئ في جامعة راش، مستشفى مقاطعة ستروكر كوك في شيكاغو. وهو أيضا رئيس المكتب السابق لمكتب مقاطعة كوك للخدمات الصحية.